# Adler Da Silva Parreira
Adler Da Silva Parreira (* 28. prosince 1998, Ženeva) je švýcarský fotbalový útočník či záložník a bývalý mládežnický reprezentant s brazilskými kořeny, od září 2021 hráč slovenského klubu ŠK Slovan Bratislava. V zahraničí působil na klubové úrovni na Slovensku a v Polsku. Je bývalý mládežnický reprezentant, hrál za výběry do 17, 18 a 19 let. Nastupuje na hrotu útoku, ale může hrát i na jiných ofenzivných postech. Jeho vzorem je brazilský fotbalista Neymar, oblíbeným celkem slavná FC Barcelona ze Španělska.

## Klubová kariéra
Je odchovancem švýcarského týmu Servette FC z Ženevy, kam přišel v žácích z celku FC Vernier. Se Servette získal v 16 letech titul s kategorií do 18 let a následně si s tímto výběrem zahrál v mládežnické Lize mistrů. V srpnu 2015 debutoval v "áčku", se kterým na jaře 2016 postoupil do druhé nejvyšší soutěže. Od jarní části sezony 2016/17 s výjimkou jednoho půlroku hostoval v jiných mužstvech, konkrétně hrál za kluby Étoile Carouge FC, Grasshopper Club Zürich a FC Sion, kde stejně jako v Grasshopperu nastupoval pouze za rezervu.

### FC Stade Nyonnais

#### Sezóna 2019/20
V létě 2019 ze Servette definitivně odešel a upsal se týmu FC Stade Nyonnais, který tehdy byl ve třetí lize. Svůj ligový debut v dresu Nyonnaisu absolvoval v sedmém kole hraném 7. září 2019 v souboji s Breitenrainem Bern (výhra 4:1), odehrál 65 minut. Poprvé za Stade skóroval 25. 9. 2019 v souboji s mužstvem FC Rapperswil-Jona, když v 84. minutě dal branku na konečných 2:1. Následně se střelecky prosadil v 11. a 12. kole proti klubům FC Bavois (výhra 5:2) a SC Brühl SG (výhra 5:1). V ročníku 2019/20 si připsal deset ligových startů.

#### Sezóna 2020/21
Svůj první ligový gól v sezoně zaznamenal v souboji s týmem Yverdon-Sport FC. V osmé minutě otevřel střelecký účet zápasu, avšak soupeř o 44 minut později vyrovnal na konečných 1:1. Podruhé v ročníku se trefil v sedmém kole 19. září 2020 proti celku FC Bavois při venkovním vítězství 3:0. V desátém a jedenáctém kole třikrát skóroval, konkrétně dvakrát do sítě "béčka" mužstva FC Basilej (výhra 5:1) a jednou v souboji s Rapperswilem-Jona (výhra 2:0). Na podzim 2020 nastoupil za Stade Nyonnais v lize k 12 utkáním.

### FK Pohronie
V lednu 2021 opustil Nyonnais i svoji vlast a odešel na Slovensko, kde podepsal smlouvu s celkem FK Pohronie. Ligový debut si zde odbyl 6. 2. 2021, odehrál celé střetnutí a dvěma brankami z 11. a 90.+4. minutě výrazně pomohl Pohronie k výhře 3:1 nad klubem FC Nitra. Svůj třetí přesný zásah si připsal v 18. minutě v souboji se Zemplínem Michalovce (remíza 1:1). V rozmezí 23. až 26. kola se trefil celkem třikrát, konkrétně proti týmu FK Senica (výhra 3:0) a v odvetách s Nitrou (výhra 3:2) a Michalovcemi (výhra 2:1). Na jaře 2021 bojoval s Pohroním o záchranu v první lize, která se zdařila.

### ŠK Slovan Bratislava

#### Sezóna 2021/22
V průběhu sezony 2021/22 zamířil na roční hostování s povinnou opcí na přestup do Slovanu Bratislava, úřadujícího mistra slovenské nejvyšší soutěže. Se Slovanem se krátce po svém příchodu představil v základní skupině F Evropské konferenční ligy UEFA 2021/22, kde v konfrontaci se soupeři: FC Kodaň (Dánsko) - (prohry doma 1:3 a venku 0:2), PAOK Soluň (Řecko) - (remízy venku 1:1 a doma 0:0) a stejně jako v kvalifikaci s Lincolnem Red Imps - (výhry doma 2:0 a venku 4:1) skončili na třetím místě tabulky, což na postup do jarní vyřazovací fáze nestačilo. Da Silva ve skupinové fázi pohárové Evropy odehrál všech šest zápasů. Svůj první ligový duel v dresu Slovanu zaznamenal v sedmém kole v souboji s mužstvem FC DAC 1904 Dunajská Streda (remíza 1:1), když v 84. minutě vystřídal na hrací ploše Ezekiela Hentyho. V ročníku 2021/22 pomohl svému zaměstnavateli již ke čtvrtému titulu v řadě, což Slovan dokázal jako první v historii slovenského fotbalu.

#### Sezóna 2022/23
V létě 2022 do Slovanu přestoupil a podepsal čtyřletý kontrakt. Na jaře 2023 získal se Slovanem Bratislava titul, který byl pro klub již historicky pátý v řadě.

### MFK Zemplín Michalovce (hostování)
Před sezonou 2022/23 odešel krátce po přestupu do Slovanu hostovat v rámci slovenské první ligy do Zemplínu Michalovce. V dresu Zemplínu debutoval v úvodním kole hraném 15. července 2022 v souboji s Duklou Banská Bystrica (výhra 2:0), odehrál celé utkání. Poprvé během tohoto angažmá se střelecky prosadil ve čtvrtém kole proti týmu AS Trenčín (prohra 1:3), když v 15. minutě z pokutového kopu srovnával na průběžných 1:1. Následně se dvakrát trefil 20. srpna 2022, kdy v duelu s mužstvem MFK Skalica se výraznou měrou podílel na domácím vítězství 3:1. Svoji čtvrtou branku v lize během tohoto ročníku vsítil v odvetě s Trenčínem, když v 80. minutě zvyšoval na konečných 2:0. V lednu 2023 se z hostování vrátil do Slovanu Bratislava.

### Stal Rzeszów (hostování)
V září 2023 zamířil na roční hostování s opcí na přestup do Polska, do tehdy druholigového klubu Stal Rzeszów. Během sezony vsítil osm gólů. V průběhu jarní části ročníku bylo oznámeno, že Rzeszów nevyužije předkupní právo a Adler se tak vrátil do Slovanu.

## Klubové statistiky
Aktuální k 18. červnu 2025
| Sezona    | Klub                           | Soutěž           | Zápasy | Góly |
| --------- | ------------------------------ | ---------------- | ------ | ---- |
| 2015/2016 | Servette FC                    | Promotion League | 14     | 1    |
| 2016/2017 | Servette FC                    | Challenge League | 7      | 0    |
| 2016/2017 | Étoile Carouge FC (host.)      | 1. liga – sk. 1  | 10     | 2    |
| 2017/2018 | Servette FC B                  | 2. liga – sk. 1  | 9      | 2    |
| 2017/2018 | Grasshopper CZ (host.)         | 1. liga – sk. 2  | 12     | 0    |
| 2018/2019 | FC Sion B (host.)              | Promotion League | 23     | 1    |
| 2019/2020 | FC Sion B (host.)              | Promotion League | 1      | 0    |
| 2019/2020 | FC Stade Nyonnais              | Promotion League | 10     | 3    |
| 2020/2021 | FC Stade Nyonnais              | Promotion League | 12     | 5    |
| 2020/2021 | FK Pohronie                    | Fortuna liga     | 11     | 6    |
| 2021/2022 | FK Pohronie                    | Fortuna liga     | 5      | 0    |
| 2021/2022 | ŠK Slovan Bratislava (host.)   | Fortuna liga     | 17     | 0    |
| 2022/2023 | MFK Zemplín Michalovce (host.) | Fortuna liga     | 17     | 4    |
| 2022/2023 | ŠK Slovan Bratislava           | Fortuna liga     | 3      | 0    |
| 2023/2024 | ŠK Slovan Bratislava B         | MONACObet liga   | 3      | 1    |
| 2023/2024 | Stal Rzeszów (host.)           | Fortuna I liga   | 16     | 8    |
| 2024/2025 | ŠK Slovan Bratislava           | Niké liga        | 0      | 0    |